# Ferran Archilés
Ferran Archilés i Cardona (Castelló de la Plana, 1971) est un historien espagnol, professeur d'histoire contemporaine à l'université de Valence.

## Présentation
Il est l'auteur d’Una singularitat amarga, l'une des études les plus détaillées de l'œuvre de Joan Fuster, publiée en 2012. L'ouvrage se livre à une étude chronologique et détaillée de l'œuvre et du discours de Joan Fuster, et défend la thèse selon laquelle la conception et l'analyse du sentiment national valencien réalisées par Fuster étaient erronées, la « nation politique » étant un concept moderne et le seul discours identitaire ayant trouvé écho parmi les Valenciens étant celui de l'Espagne, ce qui situerait la naissance du discours valencianiste (régionaliste puis nationaliste) dans une période ultérieure,,.
Les travaux d'Archilés, comme ceux d'autres historiens comme Rafael Roca (ca), Martí Martínez ou Josep Andrés Pérez, se situent dans un moment historiographique spécifique, celui du début du XXIe siècle, où le valencianisme politique développe une ligne transversale, s'ouvrant à de nouvelles cultures politiques desquelles il s'était maintenu auparavant à distance. Archilés fait ainsi une lecture plus positive de la Renaixença valencienne et de personnages comme Teodor Llorente ou Blasco Ibáñez en termes de contribution au valencianisme régionaliste que celle traditionnellement faite par des auteurs comme Joan Fuster ou Alfons Cucó.
En 2010, il remporte le prix Manel García Grau avec le recueil de poèmes Mala memória,.
En 2018, il remporte le prix d'essai en valencien Josep Vicent Marqués des Prix littéraires Ciutat de València (es) avec Dues o tres pintes més tard. Notes disperses (Edicions del Bullent (es), 2019),.